# Alepidosceles hamata
Alepidosceles hamata är en biart som beskrevs av Jesus Santiago Moure 1947. Alepidosceles hamata ingår i släktet Alepidosceles och familjen långtungebin. Inga underarter finns listade i Catalogue of Life.